# Personenkult

Porträt Mao Zedongs am Eingang zur Verbotenen Stadt

Personenkult bezeichnet eine als übermäßig empfundene Verehrung und Glorifizierung einer in der Regel noch lebenden Person, die eine – behauptete oder tatsächliche – Vorbildfunktion hat. Er tritt in allen gesellschaftlichen Bereichen auf, sehr häufig in Politik, Unterhaltungsindustrie, Sport und Kultur. In seiner modernen Ausprägung ähnelt er dem Starkult, mit dem Unterschied, dass an einen Star oder an einen Prominenten geringere moralische Ansprüche gestellt werden. Verwandte Begriffe sind charismatische Herrschaft, Heiligenverehrung, Totenkult und Heldenverehrung.
Da sich der Personenkult propagandistisch instrumentalisieren lässt, ist er ein Merkmal vieler Diktaturen.

## Begriff

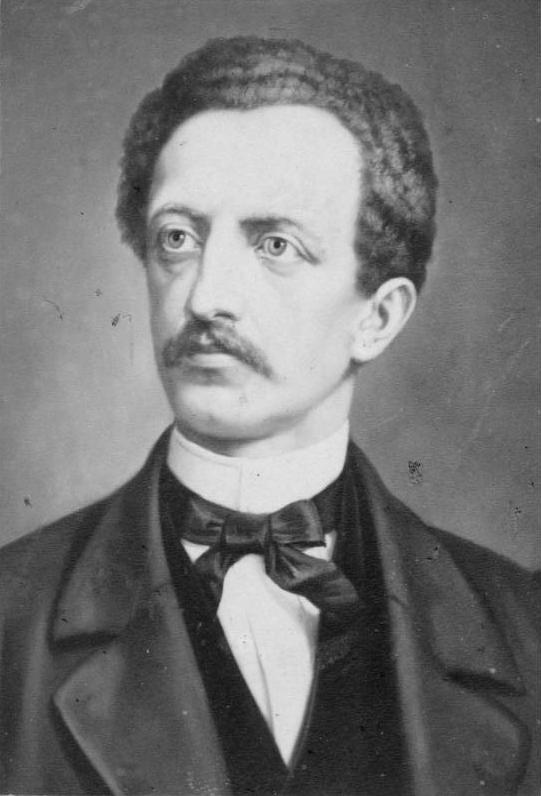
Ferdinand Lassalle (1825–1864) wurde in Teilen der deutschen Arbeiterbewegung kultisch verehrt.

Geprägt wurde der Begriff durch Karl Marx. In einem Brief an den Sozialdemokraten Wilhelm Blos schrieb er am 10. November 1877, er habe einen „Widerwillen gegen allen Personenkultus“, ebenso wie Friedrich Engels gebe er „keinen Pfifferling für Popularität“. Hintergrund dieser Haltung war Marx’ Geschichtsbild, der Historische Materialismus, der der Einzelpersönlichkeit im historischen Prozess allenfalls eine untergeordnete Rolle einräumt. Schon vorher hatten Engels und er gegen den Kult polemisiert, der in der Sozialdemokratie um den Gründer des Allgemeinen Deutschen Arbeitervereins Ferdinand Lassalle getrieben wurde. Nach dessen frühem Tod 1864 hatte dessen Verehrung nach Einschätzung des Historikers Hans-Josef Steinberg groteske Züge angenommen. In den späteren Jahren des 19. Jahrhunderts dominierte aber die Ablehnung jedes Personenkults in der SPD. In einem Beitrag für die Zeitschrift Der Sozialdemokrat schrieb etwa Wilhelm Liebknecht am 6. April 1889, „Götzendienst und Personenkultus“ seien der Sozialdemokratie fremd.
Auf diese Tradition bezog sich der sowjetische Politiker Nikita Sergejewitsch Chruschtschow im Februar 1956 in seiner Geheimrede Über den Personenkult und seine Folgen auf dem XX. Parteitag der KPdSU. Darin verurteilte er den Stalinismus mit den in seinem Namen verübten Verbrechen und damit den Personenkult um Stalin. Der Vorwurf des Personenkults wurde dadurch im Rahmen der Entstalinisierung zu einem weltweit bekannten Schlagwort.

„Wir haben uns mit der jetzt und zukünftig für die Partei überaus wichtigen Frage zu befassen, wie der Kult mit der Person Stalins sich allmählich entfalten konnte, dieser Kult, der in einer ganz bestimmten, konkreten Phase zur Quelle einer Reihe außerordentlich ernster und schwerwiegender Verfälschungen der Parteigrundsätze, der innerparteilichen Demokratie und der revolutionären Gesetzlichkeit wurde.“

Der Begriff wird zumeist pejorativ verwendet. Eine Ausnahme stellt der französische marxistische Philosoph Alain Badiou (* 1937) dar, der Chruschtschows Verurteilung des stalinschen Personenkults für unangebracht hält. Sie habe „unter dem Deckmantel der Demokratie den Niedergang der Idee des Kommunismus“ angekündigt.

## Zusammenhang mit Herrschaft und Charismatisierung
Der Begriff des Personenkults und Max Webers „charismatische Herrschaft“ sind verwandte Konzepte. Ein Unterschied besteht darin, dass nach Weber charismatische Herrschaft eine Tendenz zur Legalisierung aufweist, dass also Herrschaft mit der Zeit weniger durch die immer zu beweisende Ausnahmepersönlichkeit des Herrschenden legitimiert wird, sondern durch unpersönlich gedachte gesetzliche Verfahren und Instanzengänge. Im Personenkult dagegen wird dieser Übergang von persönlichen Herrschaftsformen zur legalen Herrschaft zurückgenommen, hier basiert die Gehorsamsbereitschaft der Beherrschten in ganz überwiegendem Maß auf der Bindung an die Person des Herrschers.
Da im Personenkult (vor allem in der Geschichte seit den Pharaonen bis zur Säkularisierung) oft ein politischer Herrscher glorifiziert wird, der seine Herrschaft häufig aus der Nähe zum Göttlichen (Gottesgnadentum) begründet, zeigt sich der Personenkult phänomenologisch in quasireligiösen Ritualen. Dies war in der Geschichte teilweise gewollt und wurde genutzt, um den Einfluss von Kirchen oder anderen religiösen Organisationen zurückzudrängen. Zum Beispiel wollten Adolf Hitler und seine nationalsozialistische Bewegung den Einfluss der evangelischen und katholischen Kirche in Deutschland zurückdrängen (siehe auch „Kirchenkampf“).
Der Personenkult kann an spezifischen Eigenschaften einer Person des öffentlichen Lebens anknüpfen und/oder aus dem Innehaben eines hohen Amtes resultieren wie beispielsweise bei Kaisern oder beim britischen König. Entscheidend ist, dass eine Charismatisierung stattfindet. Max Weber (1864–1920) unterschied vom persönlichen Charisma das Amtscharisma und das Erbcharisma. Einen Personenkult mit „Erbcharisma“ gibt es in Nordkorea.

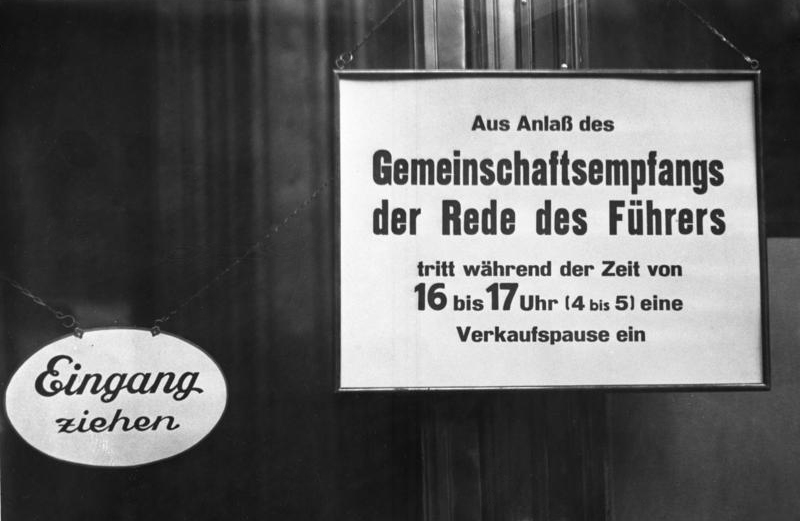
1935: Geschäfte schließen, damit eine Rede Hitlers gehört werden kann

Personenkult wurde und wird durch die Massenmedien erleichtert. Schon die ständige Präsenz in den Medien kann eine Charismatisierung bewirken, weil sie der betreffenden Person den Anschein großer Bedeutung gibt. In der Anfangszeit von Radio und Film glaubten viele Zuhörer bzw. Zuschauer das Gehörte bzw. Gesehene und hinterfragten den Wahrheitsgehalt nicht. Der Volksempfänger (vorgestellt im August 1933) vergrößerte in Deutschland die Zahl der Propagandaempfänger. Die vier in Deutschland bis 1940 privatwirtschaftlich produzierten konkurrierenden Wochenschauen wurden ab Juni 1940 von den nationalsozialistischen Machthabern zentralisiert und gleichgeschaltet: ab dann gab es nur noch die von der UFA produzierte „Deutsche Wochenschau“ in den Kinos des Deutschen Reiches.

## Merkmale und Funktionen
Der Historiker Reinhard Löhmann nennt drei Merkmale von Personenkulten:
- Überhöhung einer Einzelperson, Verhältnisse werden durch die Glorifizierung einer Persönlichkeit personalisiert, d. h. der Aufbau eines Systems wird nicht als das Verdienst einer Epoche, sondern einer Person dargestellt
- Monumentalisierung des politischen Führers, der als Genie angeblich Leistungen erbringt, zu denen kein anderer fähig ist
- Mythisierung des Führers als allwissend, unsterblich und allgegenwärtig, was sich im öffentlichen Raum in Statuen, Monumenten, Porträts, Straßennamen usw. zeigt.[9]

Personenkulte haben die Funktion, die Gesellschaft zu vereinen und einen Raum gemeinschaftlicher Kommunikation zu schaffen, um Loyalitäten und Emotionen auf die Person des Führers zu lenken. Sie schaffen eine Art mythischer Realität, an die nicht unbedingt geglaubt, die aber in vielfältigen Machtritualen gelebt werden muss. Gleichwohl darf ein Personenkult nicht auf die Absichten derer reduziert werden, die ihn veranlassen. Auf mittlerer und unterer Ebene wird er oft in ganz unterschiedlicher Weise umgeformt und an lokale Gegebenheiten adaptiert.

## Staaten und Systeme mit Personenkult
In Diktaturen wird allgemein auf die herrschende Person abgestellt. Damit werden der herrschenden Person alle Errungenschaften zugeschrieben. Dieser Status kann bis zu religiöser Erhöhung führen.

### Faschismus und Nationalsozialismus

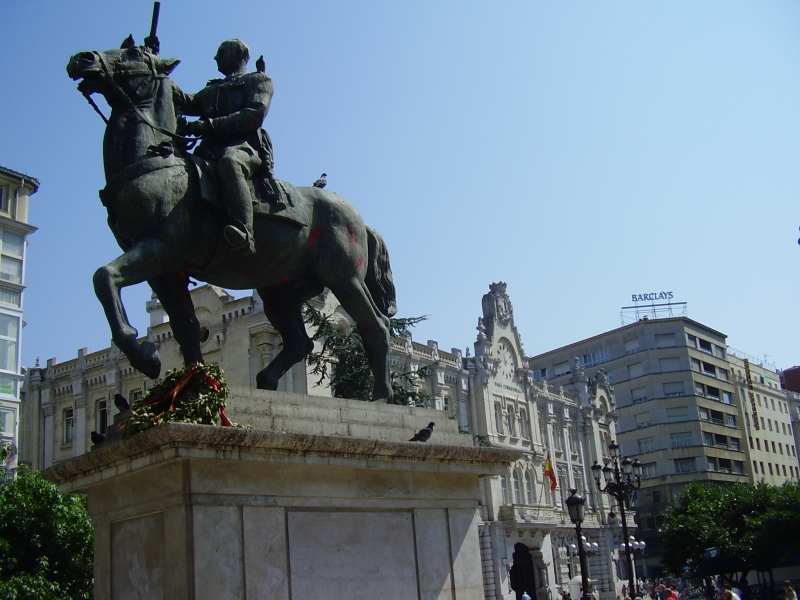
Reiterstandbild Francos in Santander

Da in faschistischen Regimes und im Nationalsozialismus das Führerprinzip von elementarer Bedeutung ist, kommt es auch hier zu ausgeprägten Personenkulten, so wurden entsprechende Kulte im faschistischen Italien unter Benito Mussolini, in NS-Deutschland unter Adolf Hitler (Führerkult der NS-Propaganda) und in geringerem Ausmaße in Spanien unter Francisco Franco betrieben.
Der britische Historiker Ian Kershaw erklärte in seiner zweiteiligen Hitlerbiografie (1998; 2000) Hitlers Aufstieg mit Max Webers Modell der „charismatischen Herrschaft“ wesentlich aus dem „Führermythos“. Dieser habe Hitlers Popularität – aufgrund der sozialen Bedingungen nach dem Ersten Weltkrieg und seiner späteren Anfangserfolge – begründet. Hitlers Macht habe darauf basiert, dass seine Anhänger und große Teile der deutschen Gesellschaft bereit waren und sich verpflichteten, auch ohne direkte Befehle „im Sinne des Führers ihm entgegenzuarbeiten“, wie es der NSDAP-Beamte Werner Willikens 1934 ausdrückte.

### Realsozialismus

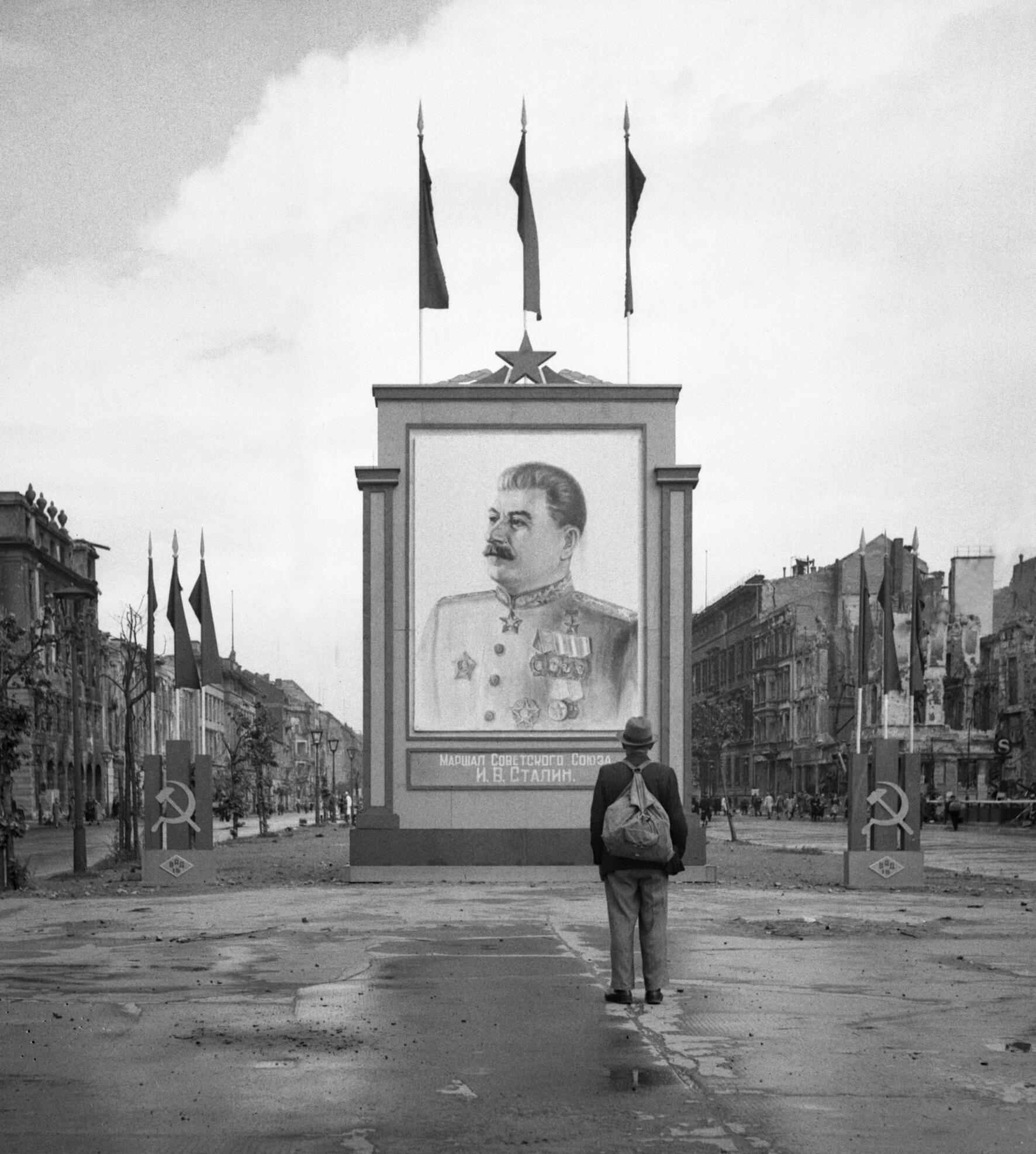
Ein Zivilist betrachtet ein großes Plakatporträt von Stalin auf der Prachtstraße Unter den Linden in Berlin, 3. Juni 1945.

In der Sowjetunion der Jahre 1928 bis 1953 wurde der Personenkult um Josef Stalin zum Exzess getrieben. Alle Leistungen, die nach dem Tode Lenins erreicht worden waren, wurden einzig dem angeblichen Genie Stalins zugeschrieben. Zu seinem 50. Geburtstag 1929 ließ er sich offiziell den Ehrentitel „Führer“ (russisch: вождь, Vožd' ) verleihen. Die erfolgreichen Operationen der Roten Armee nach der Schlacht von Stalingrad wurden als „die zehn stalinschen Schläge“ ihm zugeschrieben. Es wurde behauptet, dass Stalins Rolle während der Oktoberrevolution der Lenins gleichkäme. Stalins Werke galten nun als ebenso bedeutsam wie die Lenins, es wurde üblich, sich bei jeder Gelegenheit auf ihn zu berufen. In den Betrieben wurden Gegenpläne aufgestellt, in denen für Stalin die Vorgaben des Fünfjahresplans überboten wurden, im Kreml gingen Dankesbriefe aus der Bevölkerung an ihn ein. Nach der Kapitulation der Wehrmacht am Ende des Zweiten Weltkriegs folgte die Moskauer Siegesparade von 1945. Bald danach wurden in der Sowjetunion und auch in den Staaten in ihrem Machtbereich zahlreiche Denkmäler Stalins errichtet, Straßen und Städte wurden nach ihm benannt, Hymnen über ihn gesungen. In den Schulen der DDR gab es in den frühen bis Mitte der 1950er Jahre „Stalin-Ecken“, ein meist wie ein Altar gestalteter Tisch mit einem Foto Stalins, auf dem die Schüler ihre Gaben der Dankbarkeit ablegten.
Dieser Personenkult, der dem marxistischen Geschichtsverständnis diametral zuwiderlief, hatte seine Ursache nach Herbert Marcuse und Werner Hofmann in der strukturellen Lage der Sowjetunion: Die zunehmende Bedrohung von außen und die immensen Schwierigkeiten, das weltweit größte Land mit einer Analphabetenquote von 50 % zu industrialisieren, hätten die Verselbstständigung des Führers gegenüber einer schwach entwickelten gesellschaftlichen Basis begünstigt. Zudem wurde in Lenins Konzept einer Kaderpartei aus Berufsrevolutionären der Persönlichkeit der führenden Kader (und nicht zuletzt Lenins selbst) ein größeres Gewicht beigemessen, sodass von dem Moment an, wo es zur Legitimationsideologie einer herrschenden Gruppe erstarrte, der Schritt zum Personenkult nahelag.

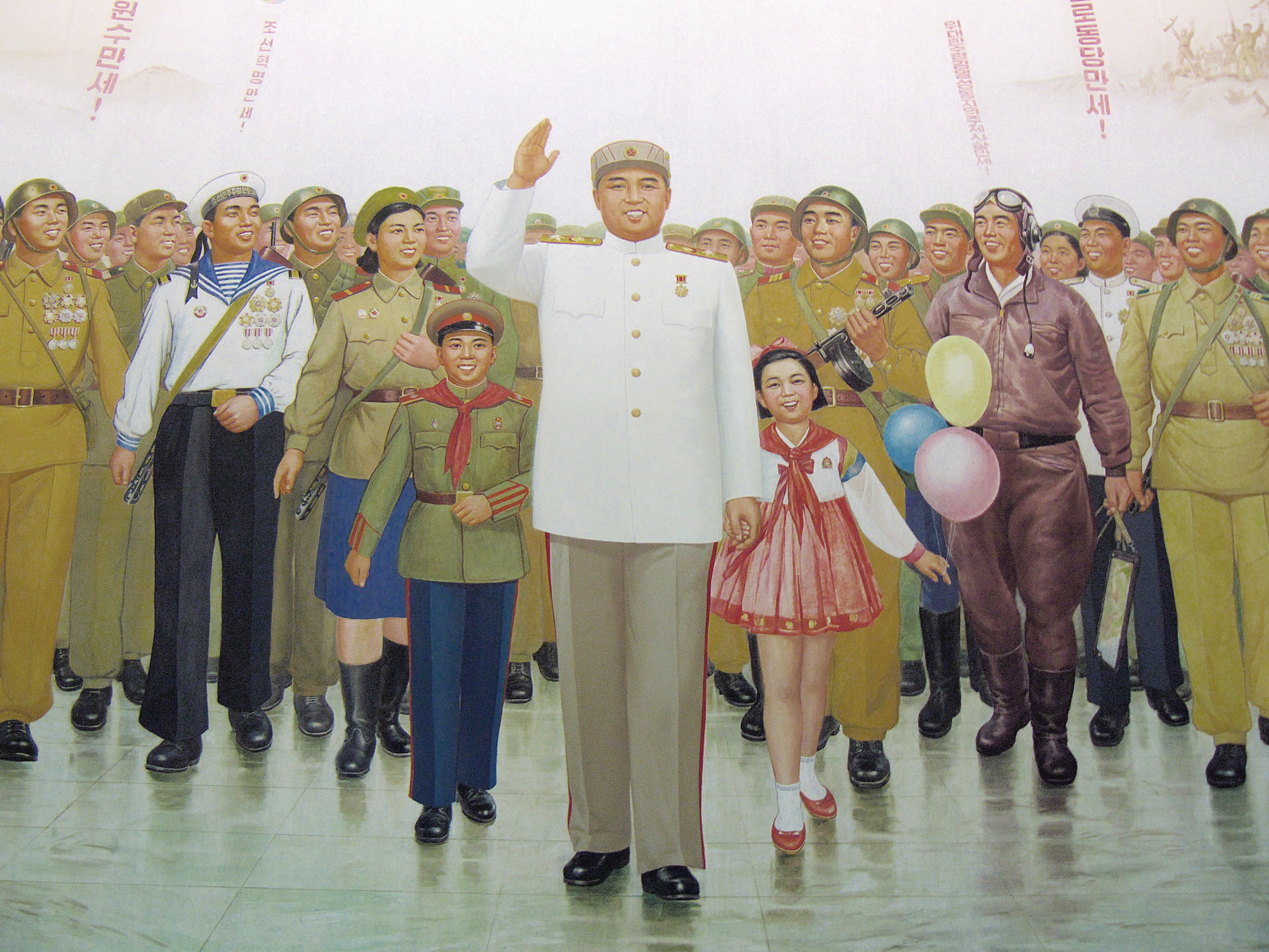
Personenkult um Kim Il-sung

Unter ähnlichen inneren und äußeren Strukturbedingungen entwickelte auch die Volksrepublik China in den Jahren nach 1949 einen Personenkult um Mao Zedong. Ebenso entstand ein sehr ausgeprägter Personenkult um Kim Il-sung in Nordkorea, der nie unterbrochen wurde und auch auf seinen Sohn und Enkel übertragen wurde, denen als Einzigen im sozialistischen Machtbereich eine familiär-dynastische Thronfolge zu etablieren gelang (der rumänische Diktator Ceaușescu versuchte dies erfolglos mit seinem Sohn Nicu).
Nach dem Vorbild der Verherrlichung Stalins, die in der Sowjetunion und im gesamten frühen Ostblock obligatorisch war, kennzeichnete ein mehr oder minder ausgeprägter Personenkult zeitweilig auch andere realsozialistische Diktaturen des „sozialistischen Weltsystems“, so die Tschechoslowakei unter Klement Gottwald, Polen unter Bolesław Bierut, die DDR unter Walter Ulbricht (die Ansätze zum Personenkult bezogen sich auch auf den real nicht sonderlich mächtigen Wilhelm Pieck), Ungarn unter Mátyás Rákosi, Rumänien unter Gheorghe Gheorghiu-Dej und die Mongolische Volksrepublik unter Chorloogiin Tschoibalsan.

Sowjetischer Briefmarkenblock von 1977, Beispiel des breschnewschen Personenkults

Nach dem Tod Stalins im März 1953 rückte man in der Tauwetterperiode langsam vom Personenkult um Stalin ab. Erst Anfang 1956 kritisierte sein Nachfolger Chruschtschow auf dem XX. Parteitag der KPdSU – in einer „Geheimrede“ am 25. Februar 1956 – den Personenkult um Stalin und seine Verbrechen. Die sowjetische Führung leitete ab dann eine grundlegende Wende in der Gesellschafts- und Wirtschaftspolitik ein, die als Entstalinisierung bekannt wurde. Der Personenkult lebte in der Sowjetunion um Leonid Breschnew wieder auf – er war von 1964 bis 1982 (also etwa 18 Jahre) Parteichef der KPdSU.

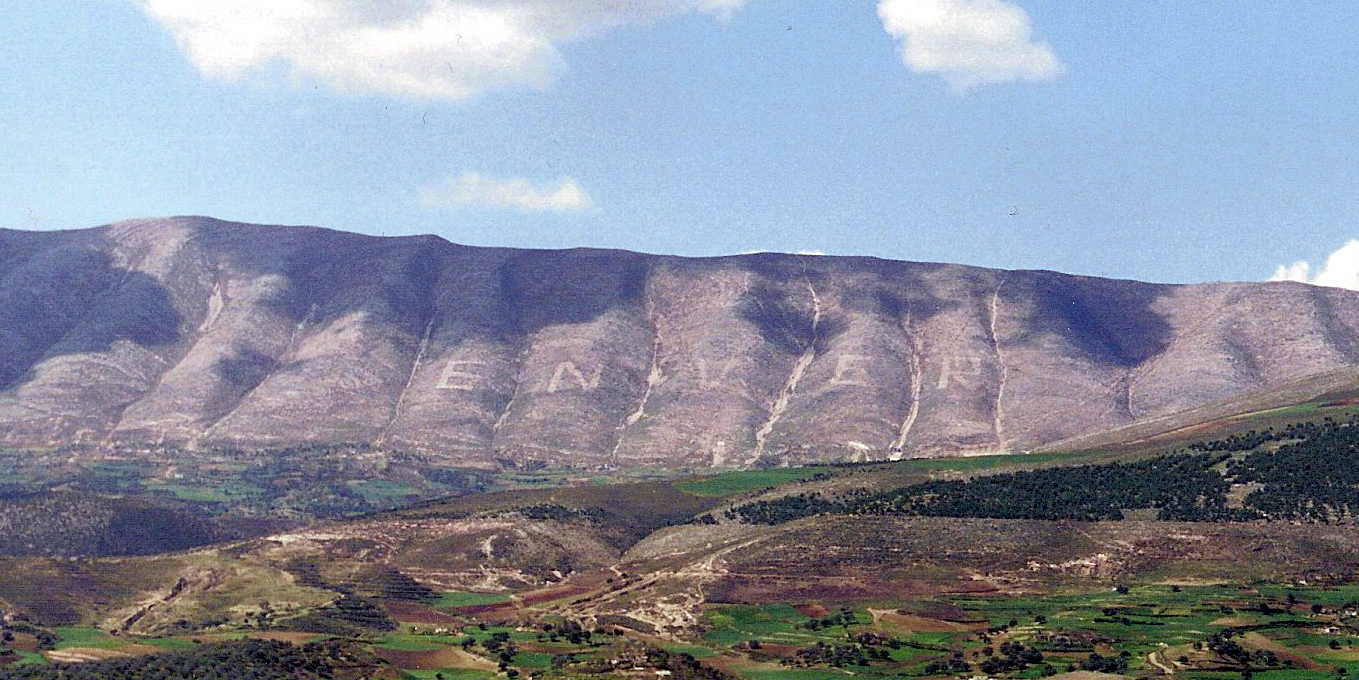
Berg Shpirag in Südalbanien mit Propaganda-Aufschrift für Enver Hoxha von 1968. (2012 zu „NEVER“ verändert.)

Hingegen betrieb man im altstalinistischen Albanien um Enver Hoxha bis zu seinem Tod im April 1985 einen extremen Personenkult. So zierte der Schriftzug ENVER in Albanien ganze Berghänge.
Gleichermaßen führte Nicolae Ceaușescu in Rumänien Anfang der 1970er Jahre einen an China und Nordkorea angelegten Personenkult um seine eigene Person ein. Er ließ sich als Conducător (dt. Führer) verehren und von regimetreuen Lyrikern wie Corneliu Vadim Tudor oder Adrian Păunescu mit Titeln wie Titan der Titanen, glorreiche Eiche aus Scornicești, Genie der Karpaten oder unser irdischer Gott verherrlichen. Auch Ceaușescus Ehefrau Elena ließ sich als „liebende Mutter der Nation“ feiern, zusätzlich trug sie einen fingierten Doktortitel im Fach Technische Chemie, obwohl sie bereits mit 14 Jahren ihre Schulausbildung beendet hatte.
In Jugoslawien wurde Marschall Josip Broz Tito als Held gefeiert. Der 25. Mai, an dem er 1944 dem Zugriff deutscher Fallschirmjäger knapp entkommen war, wurde im Titoismus als symbolischer Geburtstag des Marschalls, als ein Siegestag der Partisanen und als Tag der Jugend in hochritualisierter Form begangen. Zu Titos symbolischem 70. Geburtstag wurde ihm das Museum des 25. Mai geschenkt, das heute Teil des Museums der Geschichte Jugoslawiens ist.
In Kuba wird um den Revolutionär und Gründer des sozialistischen Staates, Fidel Castro, ein gewisser Personenkult betrieben, so sieht man sein Bildnis und einige seiner politischen Grundsätze meist in Verbindung mit Ernesto Che Guevara bzw. José Martí an vielen Häuserfassaden und Plakatwänden. Siehe auch Castrismus. Ein weitaus ausgeprägterer Personenkult wird unter Kommunisten, Sozialisten und Sympathisanten in der westlichen Welt um Castros Mitstreiter Ernesto Che Guevara betrieben.

### Nordkorea
Nordkorea ist das letzte Land, in dem sich ein Personenkult von stalinistischem Ausmaß beobachten lässt. Der bis heute anhaltende Personenkult um den Staatsgründer wurde auf dessen Sohn und seit 2010 auf dessen Enkel erweitert. Damit wurde eine Dynastie geschaffen.
Seit den 1960er Jahren hatte sich ein Personenkult um den Staatsgründer und „Ewigen Präsidenten“ Kim Il-sung entwickelt. Seine Schriften, die in einer Gesamtausgabe in 100 Bänden veröffentlicht worden sind, genießen eine religionsähnliche Verehrung. Sie müssen an Schulen und Universitäten studiert und Teile davon auswendig gelernt werden. Auch Statuen und Gedenkmonumente wurden im ganzen Land aufgestellt, die den „Großen Führer“ verherrlichen. Der Personenkult wurde auch auf seinen Sohn Kim Jong-il übertragen, dem der Titel „Geliebter Führer“ verliehen wurde, wobei jedoch keine Statuen seiner Person aufgestellt wurden. Bis Juni 2009 war dessen Sohn Kim Jong-un kaum bekannt, dann kamen Gerüchte auf, er werde der Nachfolger. Nach dem Tod seines Vaters Kim Jong-il wurde Kim Jong-un im Dezember 2011 Staatschef. Der Personenkult ging bruchlos auf ihn über, wobei seinem Vater und Großvater weiterhin ebenfalls gehuldigt wird.

### Arabische Diktaturen
In arabischen Diktaturen wie zum Beispiel Libyen (Muammar al-Gaddafi) ist die Bezeichnung Personenkult problematisch, da der strikte Monotheismus und das Bilderverbot des Islam einem allzu ausgeprägten Personenkult Grenzen setzen. Gleichwohl gab es im Irak und in Syrien unter den Diktaturen Saddam Husseins bzw. Hafiz al-Assads, die aus dem säkularen Panarabismus (Baathismus) hervorgingen, eine Form des Personenkultes.

### Iran
Im Iran wurde um den islamischen Revolutionsführer Ruhollah Chomeini eine besondere Art des Personenkults betrieben, der bis heute ungebrochen scheint. Er genießt sakrale Verehrung und wird sogar im ersten Artikel der Iranischen Verfassung genannt. So wurde er unter anderem als „Unser heiliger Imam“ oder als „Seele“ bezeichnet, die das iranische Volk „frei gemacht hat“.
Auch um den Nachfolger Chomeinis Ali Chamenei wird seit 1989 ein Personenkult betrieben, so findet sich sein Porträt immer neben dem Chomeinis, er wird als „Göttliche Gabe an die Menschheit“ und als „Leuchtende Sonne des Imanats“ bezeichnet. Objekte, die er auf Reisen durch das Land berührt hat, werden als Ikonen verkauft.

### Turkmenistan

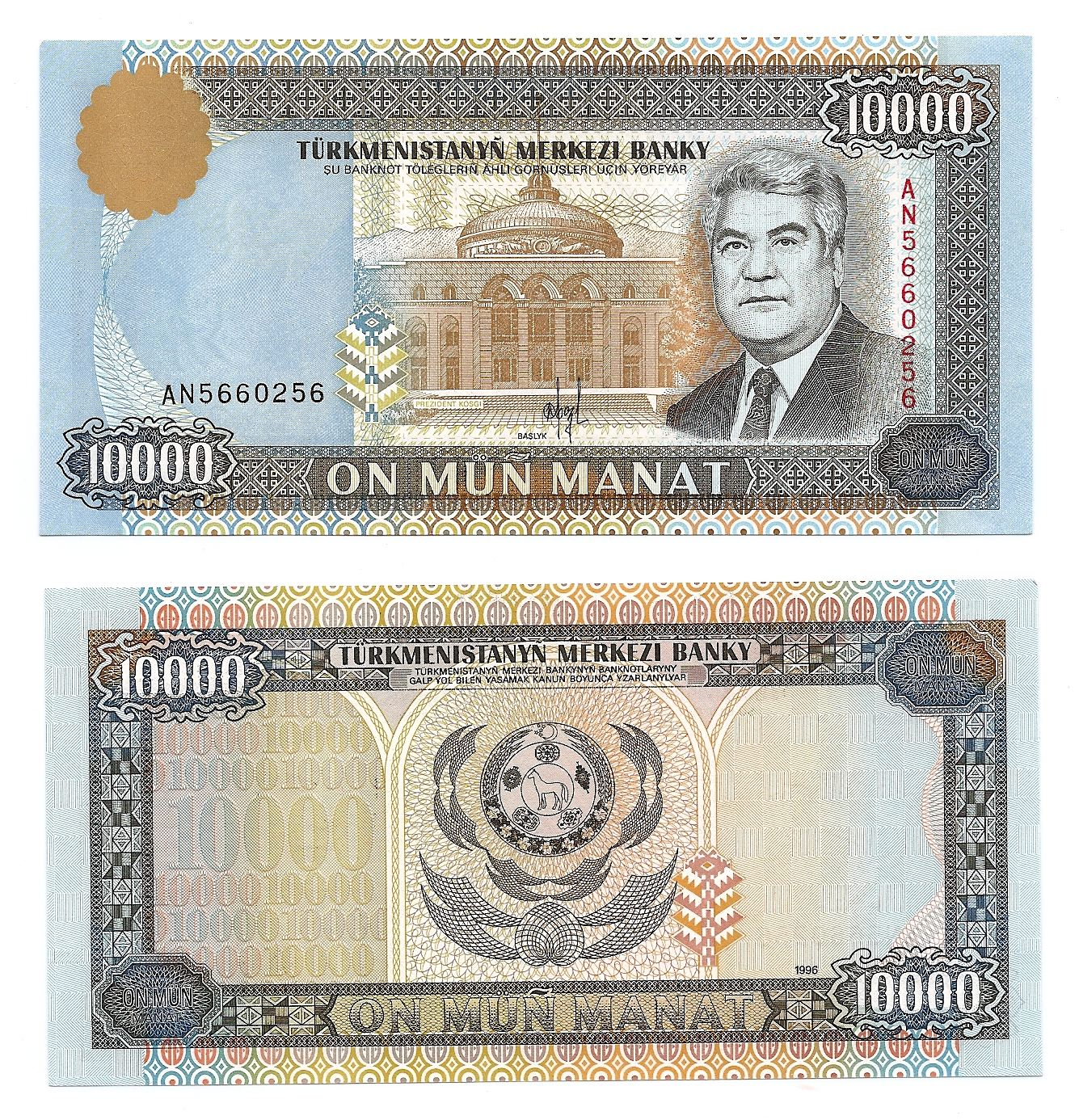
Personenkult Saparmyrat Nyýazovs auf einer Banknote von Turkmenistan 1996

In Turkmenistan wurde um dessen 2006 gestorbenen Präsidenten Saparmyrat Nyýazow, der sich selber den Beinamen Türkmenbaşy („Führer aller Turkmenen“) gegeben hatte, ein ausgeprägter Personenkult betrieben. Nach Nyýazow wurden u. a. die Stadt Türkmenbaşy, Schulen und Flughäfen benannt, und er wird in der Nationalhymne glorifiziert. Bilder und (teilweise goldene) Statuen des Präsidenten finden sich überall in Turkmenistan. Sein Abbild prangte auf Geldscheinen, auf dem Revers von Beamten und als Senderlogo im Staatsfernsehen. Sogar die Monate und die Wochentage wurden zu Ehren von Nyýazow umbenannt. Der Monat Januar wurde in „Türkmenbaşy“ umbenannt, der April nach dem Namen seiner Mutter. Diese Entscheidung wurde 2008, zwei Jahre nach dem Tod Turkmenbasys, revidiert. Das angeblich von Nyýazow verfasste Buch Ruhnama stellte für Bildungseinrichtungen in Turkmenistan bis Ende 2006 eine Pflichtlektüre dar und lag in den Moscheen neben dem Koran aus. Staatsbedienstete mussten in dem Buch jeden Samstag lesen und selbst für die Führerscheinprüfung wurden entsprechende Inhalte abgefragt.
Nach der Machtübernahme durch den Präsidenten Gurbanguly Berdimuhamedow wurde der bizarre Personenkult abgeändert und teilweise auf den neuen Präsidenten übertragen.

### Afrikanische Diktaturen
In Somalia entwickelte sich in den 1970er Jahren ein an realsozialistischen Vorgaben orientierter Personenkult um den damaligen Präsidenten Siad Barre. Im ganzen Land wurden „Ordnungszentren“ aufgebaut, die die Begeisterung für die sozialistische Revolution Barres am Leben erhalten sollten und die weitgehend das öffentliche Leben bestimmten. Auch seine „Leistung“ für den Weltkommunismus wurde besonders hervorgehoben, so bildete man ihn meist in einer Reihe mit Marx und Lenin ab.
In Uganda und dem ehemaligen Zaire (Demokratische Republik Kongo) inszenierten Idi Amin und Mobutu Sese Seko einen ausgeprägten Personenkult, so ließ Amin den Eduardsee in Idi-Amin-Dada-See umbenennen, und Mobutu änderte den Namen des Albertsees in Mobutu-Sese-Seko-See.
In Simbabwe ließ Robert Mugabe einen an afrikanischen Traditionen orientierten Personenkult um sich selbst betreiben. So wurde seine Herkunft unter anderem auf die Könige von Groß-Simbabwe zurückgeführt, daher wurde er auch als Our King tituliert. Gedichte und Lobeshymnen, die an Schulen gelernt werden mussten, priesen seine Verdienste um das Land und seine Heldentaten während des Befreiungskrieges. Außerdem wurden ihm zahlreiche Ehrentitel, die zu früheren Zeiten die Könige der Schona getragen hatten, verliehen. Dies sollte seinen Machtanspruch im Land festigen.

### USA
Der ehemalige und aktuelle US-Präsident Donald Trump hat innerhalb der Republikanischen Partei einen ausgeprägten Personenkult um sich entwickelt. Kennzeichnend dafür sind:
- Eine bedingungslose Loyalität vieler Anhänger, die Trump als unfehlbaren Retter der Nation sehen
- Die Umformung der Republikanischen Partei in eine auf Trump ausgerichtete Bewegung
- Die Verbreitung von Verschwörungstheorien und Falschaussagen durch Trump, die von seinen Anhängern unhinterfragt akzeptiert werden
- Öffentliche Auftritte mit stark inszeniertem Charakter, bei denen Trump als einzigartiger Problemlöser dargestellt wird.

### Argentinien

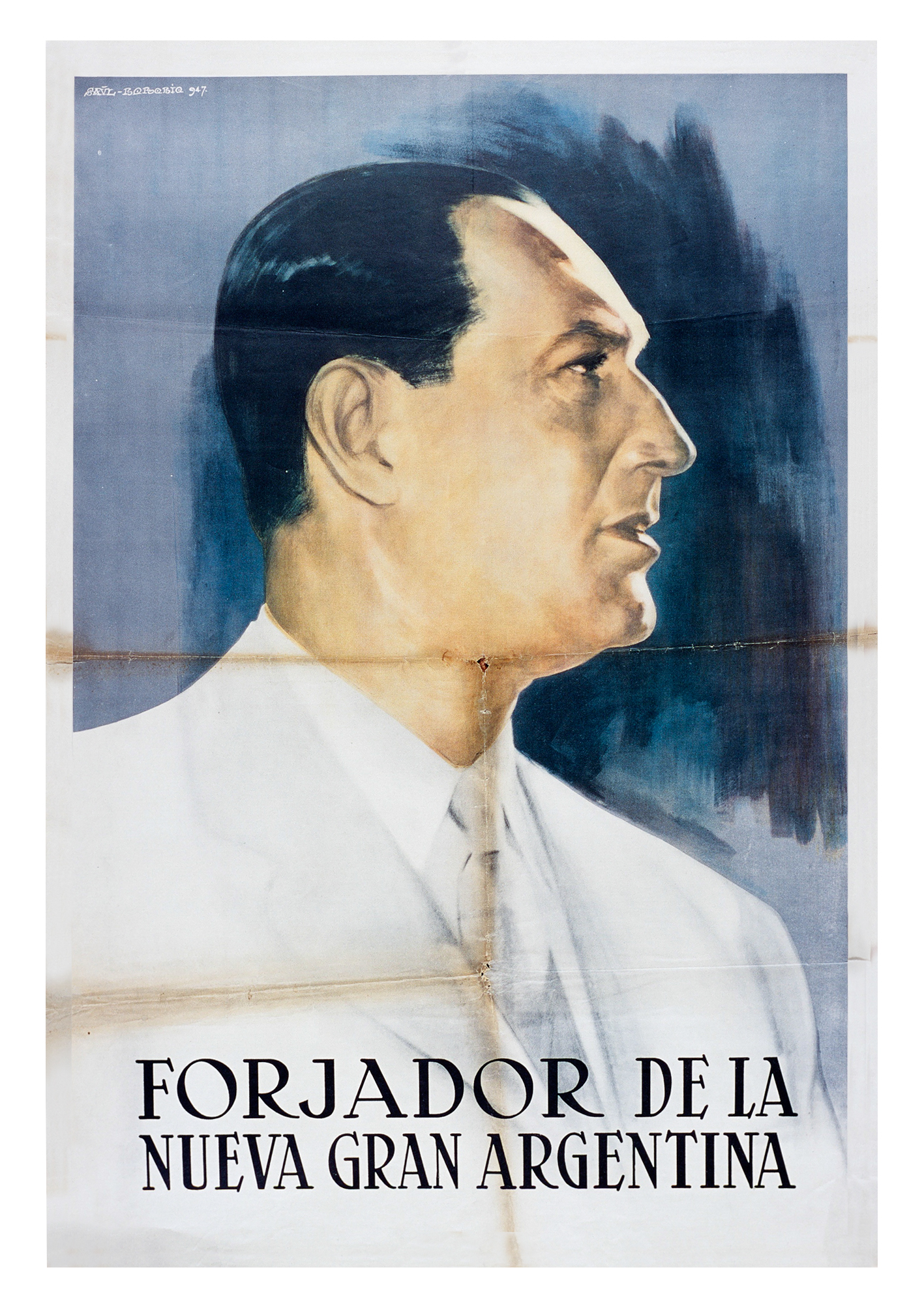
"Schmied des neuen großen Argentinien" (1947)

Um den zweimaligen Präsidenten Juan Perón (Foto) und seine Frau Eva Perón entstand ein ausgeprägter Personenkult.

## Postmortaler Personenkult

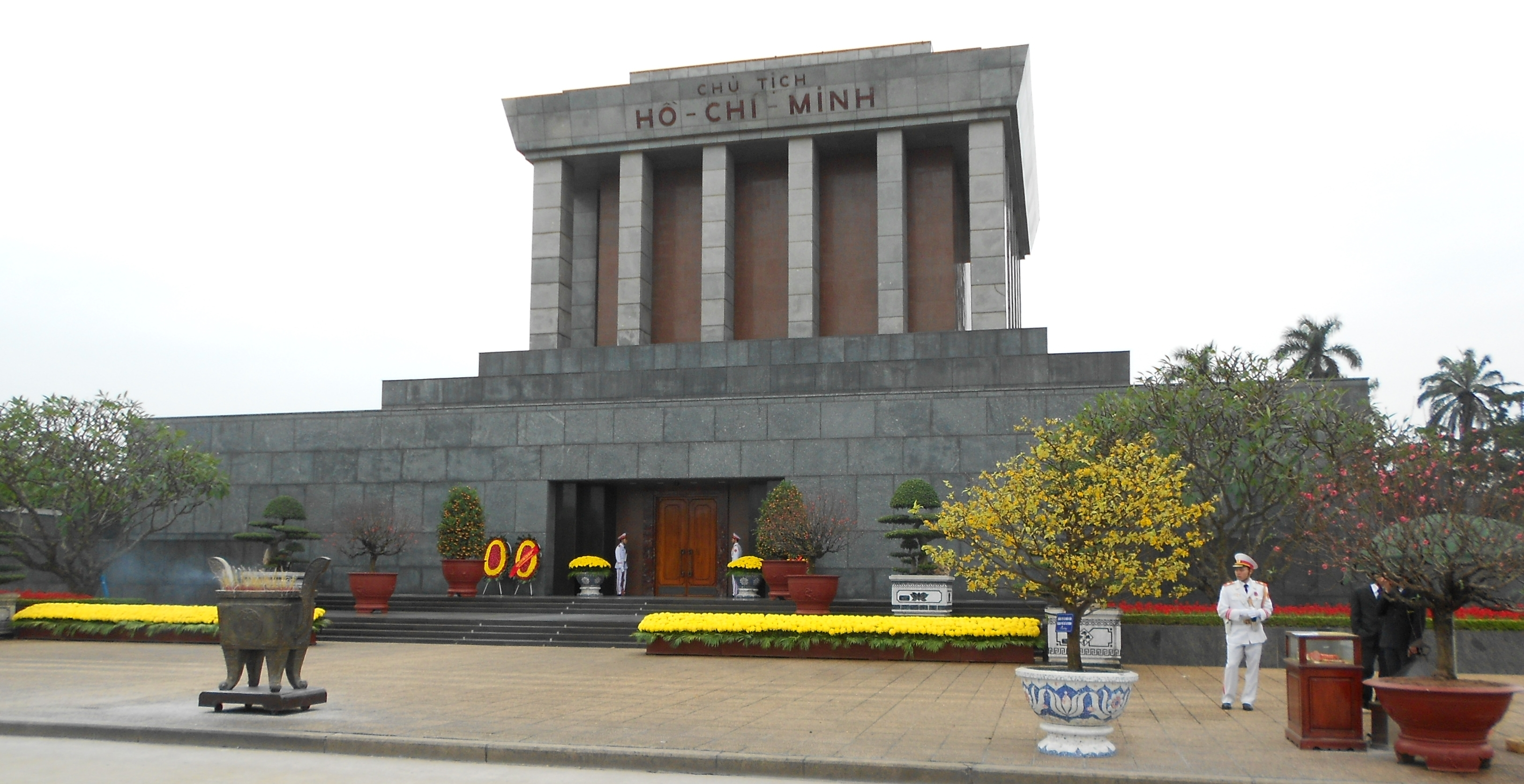
Ho Chi Minh-Mausoleum in Hanoi

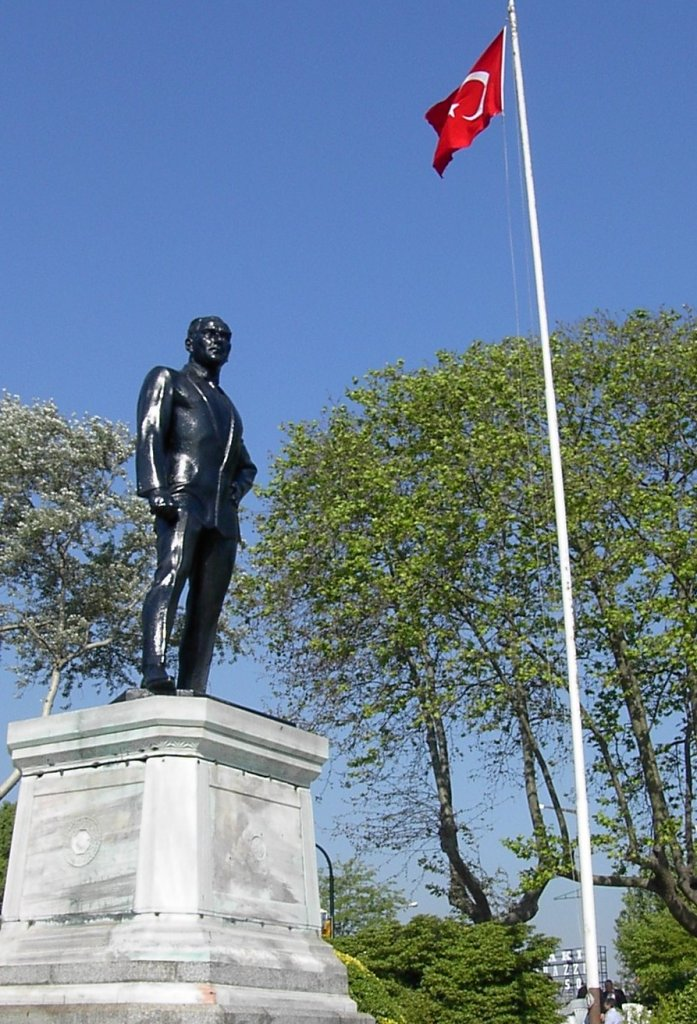
Denkmal Atatürks, Goldenes Horn, Istanbul

Allgemein entsteht in vielen Nationalstaaten ein Kult um die Ahnen der Nation, das heißt deren Gründer. Beispiele sind um 1900 der Kult um den Reichskanzler Bismarck, um Lenin in den Ostblockstaaten, in Vietnam um Ho Chi Minh und in der Türkei um Atatürk oder auch um Hlinka in der Ersten Slowakischen Republik. Oft werden sie zu Nationalhelden, wie beim Vorkriegskult um Nogi Maresuke in Japan. Auf Kuba wird ein Kult um den argentinischen Revolutionär Ernesto Che Guevara betrieben. So wird in Schulen, öffentlichen Ämtern, Universitäten stets Guevara neben Castro angebracht. Dies erreichte seinen Höhepunkt, als 1997 die Gebeine Guevaras von Bolivien nach Kuba überführt wurden und eigens dafür ein Mausoleum mit einer Statue in Santa Clara errichtet wurde.
Tote werden in allen Kulturen in Ehren gehalten. Ein außergewöhnliches Maß an Verehrung nach dem Tod kann Teil eines Personenkults sein. Der allgemeine Totenkult jedoch hat nichts mit Personenkult zu tun.